# Західний Сассекс
Західний Сассекс або Західний Суссекс (англ. West Sussex, Sussex вимовляється як МФА /ˈsʌsɨks/) — графство в Англії.
Населення 776 300 осіб (Оцінка 2007  року).
Густота населення 390 ос/км².
Площа 1991 км².